# Лонг Лејк (Јужна Дакота)
Лонг Лејк (енгл. Long Lake) град је у америчкој савезној држави Јужна Дакота.

## Демографија
По попису из 2010. године број становника је 31, што је 27 (-46,6%) становника мање него 2000. године.
| Група             | 2000.       | 2010.      |
| Белци             | 58 (100,0%) | 29 (93,5%) |
| Афроамериканци    | 0 (0,0%)    | 0 (0,0%)   |
| Азијати           | 0 (0,0%)    | 0 (0,0%)   |
| Хиспаноамериканци | 0 (0,0%)    | 0 (0,0%)   |
| Укупно            | 58          | 31         |